# Episodi di Maledetti scarafaggi (quarta stagione)
La quarta stagione di Maledetti scarafaggi è andata in onda in Francia su Canal+ Family a partire dal 2 gennaio 2012 e in replica su France 3 e France 4.
In Italia è andata in onda su K2 dal 30 giugno 2013 col titolo Oggy e i maledetti scarafaggi. Questa è un delle due stagioni della serie ad avere degli episodi speciali.
| n° | n°   | Titolo originale                    | Titolo italiano                  | Prima TV | Prima TV Italia |
| -- | ---- | ----------------------------------- | -------------------------------- | -------- | --------------- |
| 66 | 196  | Olivia                              | Olivia                           |          |                 |
| 66 | 197  | Oggy, gardien de phare              | Il guardiano del faro            |          |                 |
| 66 | 198  | Les Cafards à la poubelle           | Scarafaggi nel cestino           |          |                 |
| 67 | 199  | Le Régime de Dee-Dee                | La dieta di Dee Dee              |          |                 |
| 67 | 200  | Jaloux comme un chat                | Oggy geloso                      |          |                 |
| 67 | 201  | Une fête d'enfer!                   | Buon compleanno, Joey!           |          |                 |
| 68 | 202  | La maison dirigeable                | La casa dirigibile               |          |                 |
| 68 | 203  | Haute sécurité                      | Panic room                       |          |                 |
| 68 | 204  | Randonnée sauvage                   | L'escursione                     |          |                 |
| 69 | 205  | Discorde à linge                    | La discordia                     |          |                 |
| 69 | 206  | La visite                           | La visita                        |          |                 |
| 69 | 207  | L'ombre d'Oggy                      | L'ombra di Oggy                  |          |                 |
| 70 | 208  | Alerte à l'ara!                     | Attenti al pappagallo            |          |                 |
| 70 | 209  | Crayon magique                      | La penna magica                  |          |                 |
| 70 | 210  | Le cube                             | Il cubo                          |          |                 |
| 71 | 211  | Le séducteur                        | Un tipo affascinante             |          |                 |
| 71 | 212  | Des pales pour Oggy                 | Volare che passione              |          |                 |
| 71 | 213  | La guerre du bouton                 | La guerra dei bottoni            |          |                 |
| 72 | 214  | La patinoire                        | La pista di pattinaggio          |          |                 |
| 72 | 215  | Pour de vrai                        | È vero!                          |          |                 |
| 72 | 216  | Destination Soleil                  | Destinazione Sole                |          |                 |
| 73 | 217  | Olivia fait le marathon             | La maratona di Olivia            |          |                 |
| 73 | 218  | Géant                               | Il gigante                       |          |                 |
| 73 | 219  | Un coup de mou                      | Un mondo morbido                 |          |                 |
| 74 | 220  | Oggy champion de sport              | Oggy campione!                   |          |                 |
| 74 | 221  | L'apprenti                          | Il cuoco                         |          |                 |
| 74 | 222  | Mister Chat                         | Mister cat!                      |          |                 |
| 75 | 223  | Oggy et l'œuf de Pâques             | L'uovo di Pasqua                 |          |                 |
| 75 | 224  | Oggy au centre de la Terre          | Oggy al centro della Terra       |          |                 |
| 75 | 225  | La course de papillons              | La gara di farfalle              |          |                 |
| 76 | 226  | Oggy tombe dans le panneau          | Oggy in trappola                 |          |                 |
| 76 | 227  | Pas vu pas pris                     | Mi vedi e non mi vedi!           |          |                 |
| 76 | 228  | Pas de poux pour Oggy               | Una brutta giornata              |          |                 |
| 77 | 229  | Le neveu de Jack                    | Il nipote di Jack                |          |                 |
| 77 | 230  | Le coloc                            | Amici di stanza, cercasi!        |          |                 |
| 77 | 231  | La course de baignoires             | La gara di vasche da bagno       |          |                 |
| 78 | 232  | Deedee détective                    | L'ispettore Dee Dee              |          |                 |
| 78 | 233  | Hep taxi                            | Hep. Taxi!                       |          |                 |
| 78 | 234  | Le chat miaule et la caravane passe | In-felice campeggio!             |          |                 |
| 79 | 235  | Un tramway nommé délire             | Un treno chiamato Delirio        |          |                 |
| 79 | 236  | Contrôle technique!                 | Controllo tecnico!               |          |                 |
| 79 | 237  | Campagne pour tout le monde         | Contadino per un giorno          |          |                 |
| 80 | 238  | Atouts tifs                         | I capelli                        |          |                 |
| 80 | 239  | Oggy petit Poucet                   | Piccolo Tom                      |          |                 |
| 80 | 240  | Au fil de l'eau                     | A filo d'acqua                   |          |                 |
| 81 | 241  | De l'art ou du cochon               | Oggy l'artista                   |          |                 |
| 81 | 242  | Le mouton à cinq pattes             | La pecora a 5 zampe              |          |                 |
| 81 | 243  | Oggy et le sourire magique          | Oggy e il sorriso magico         |          |                 |
| 82 | 244  | Oggy fait des vagues                | Sport d'acqua                    |          |                 |
| 82 | 245  | Caviar pour tout le monde           | Caviale per tutti                |          |                 |
| 82 | 246  | La boum                             | Il boom                          |          |                 |
| 83 | 247  | Même pas peur                       | Nessuna paura                    |          |                 |
| 83 | 248  | Skate attitude                      | Febbre da skate                  |          |                 |
| 83 | 249  | Hold-up au super marché             | Il supermercato                  |          |                 |
| 84 | 250  | Dans tes rêves                      | Nei tuoi sogni                   |          |                 |
| 84 | SP1a | Panique au pôle Nord                | Panico al Polo Nord              |          |                 |
| 84 | SP1b | Panique au pôle Nord                | Panico al Polo Nord              |          |                 |
| 85 | 251  | Lady K                              | Lady K                           |          |                 |
| 85 | 252  | Maurice le dodo                     | Dodo                             |          |                 |
| 85 | 253  | Menu vapeur                         | Menù al vapore                   |          |                 |
| 86 | 254  | Panique au pique-nique              | Panico al picnic                 |          |                 |
| 86 | 255  | Oggy dis joncte!                    | Si spengono le luci!             |          |                 |
| 86 | 256  | Catch!                              | Il wrestling                     |          |                 |
| 87 | 257  | Téléportation                       | Il teletrasporto                 |          |                 |
| 87 | 258  | Oggy et l'homme-farine              | Oggy e l'uomo della farina       |          |                 |
| 87 | 259  | La cucaracha                        | La cucaracha                     |          |                 |
| 88 | 260  | Bonhomme de neige                   | L'abominevole insetto delle nevi |          |                 |
| 88 | 261  | Cafards à tous les étages           | Un incubo                        |          |                 |
| 88 | 262  | Le vainqueur de l'étape             | La bicicletta pazza!             |          |                 |
| 89 | 263  | Les livreurs de l'extrême           | Una consegna speciale            |          |                 |
| 89 | SP2a | Coup de jeune                       | Ritorno al passato!              |          |                 |
| 89 | SP2b | Coup de jeune                       | Ritorno al passato!              |          |                 |
| 90 | 264  | Olivia vs Lady K                    | Olivia vs Lady K                 |          |                 |
| 90 | SP3a | Bons baisers de Bombay              | Da M<reumbai con amore!          |          |                 |
| 90 | SP3b | Bons baisers de Bombay              | Da M<reumbai con amore!          |          |                 |
| 91 | 265  | Oggy et la sirène                   | Oggy e la sirena                 |          |                 |
| 91 | SP4a | Oggy se marie!                      | Oggy si sposa!                   |          |                 |
| 91 | SP4b | Oggy se marie!                      | Oggy si sposa!                   |          |                 |

## Trame episodi

### Olivia
Quando una nuova gatta di nome Olivia si trasferisce nel quartiere di Oggy, si innamora immediatamente di lei. Tuttavia, anche Bob e Jack si stanno struggendo per Olivia e le hanno organizzato una festa di benvenuto. Purtroppo gli scarafaggi sono determinati a rovinare le sue possibilità.

### Il guardiano del faro
Oggy e Jack diventano guardiani del faro per la giornata. Jack ha le vertigini e gli scarafaggi vogliono creare problemi. Oggy deve fermare le tre bestie prima che causino un grave incidente.

### Scarafaggi nel cestino
Oggy e Jack diventano uomini di spazzatura. Non mancheranno gli Scarafaggi che, con il loro nuovo dispetto, dirotteranno il camion con dentro Jack immerso nel sonno, buttandolo fuori. Il gatto, seppur pieno di fatica, dovrà seguirli. Gli insetti fanno difatti casini nell'immondizia, che si sparge per la città, costringendo i due gatti a pulirla.

### La dieta di Dee Dee
Dee Dee pensa che sia troppo grasso, quindi decide di mettersi a dieta, con grande divertimento di Oggy e dei suoi compagni scarafaggi. Quanto tempo impiegherà a perdere qualche chilo? Molto. Il gatto dovrà sabotarla.

### Oggy geloso
Durante una giornata in cortile, Joey modifica alcune fotografie per ingannare Oggy facendogli credere di uscire con Olivia. Oggy diventa geloso e inizia a comportarsi in modo molto strano. Jack cerca di far uscire suo cugino dal trauma, ma Joey ha sempre dei rinforzi su molte scale...

### Buon compleanno, Joey!
Il compleanno di Joey si avvicina e Marky e Dee Dee decidono di organizzargli una festa a sorpresa. I due pubblicano un invito su Internet, che funziona troppo bene quando migliaia di scarafaggi si presentano il giorno successivo. Oggy è indifeso contro tutti quegli scarafaggi, quindi chiama Jack, che si presenta con due tute da sterminatore di scarafaggi.

### La casa dirigibile
Dopo che Oggy ha preparato tutto per la festa di compleanno di Jack, gli scarafaggi riempiono tutti i palloncini di elio e li rilasciano in soffitta, facendo volare la casa in città. Mentre Oggy si sforza di evitare i pericoli di cui sopra, Jack si dirige verso la casa per fornire assistenza.

### Panic room
Esasperato per essere costantemente il bersaglio degli scherzi pratici degli scarafaggi, Oggy si chiude in una stanza a circuito chiuso dove può far scattare varie trappole che ha teso in tutta la casa alle sue nemesi. Ma Joey scopre la porta segreta e porta i suoi amici a tentare di irrompere e prendere il controllo...

### L'escursione
Oggy e Jack percorrono il sentiero GR 20 attraverso l'isola di Corsica, così come gli scarafaggi. Sabotano la bussola di Jack ei due gatti si perdono nella natura, il che si rivela piuttosto spaventoso... Ovviamente, i tre scarafaggi stanno solo per assicurarsi che diventi molto più terrificante!

### La discordia
Oggy ha appena lavato i suoi vestiti e sta per asciugarli, quando gli scarafaggi si avvicinano e rubano i vestiti, e ne segue una battaglia per i fili del bucato.

### La visita
I parenti di Oggy arrivano a casa di Oggy per una visita. In quanto tale, Oggy è determinato a proteggere i suoi visitatori dalle trame degli scarafaggi, altrimenti la visita si trasformerà in un disastro storico.

### L'ombra di Oggy
Gli scarafaggi hanno intrappolato Oggy con le luci e inchiodato la sua ombra mentre stanno per, come al solito, irrompere nel frigorifero. Quando Oggy si libera, la sua ombra è ancora intrappolata e poi si allontana. Oggy vuole che torni, ma la sua ombra vorrebbe per una volta il suo gusto di indipendenza...

### Attenti al pappagallo
Un giorno, Oggy trova un pappagallo che ripete tutto quello che dice e fa e decide di portarlo a casa. Dal momento che il pappagallo è a casa di Oggy, Dee Dee diventa molto ossessionato dal pappagallo e vuole prendere le sue piume solo per il cibo. Nel frattempo, l'abitudine del pappagallo di ripetere le cose si rivela un po' scomoda... e imbarazzante.

### La penna magica
Una matita con un'abilità magica di disegno è appena caduta nel cortile di casa di Oggy e gli scarafaggi hanno intenzione di usarla contro Oggy.

### Il cubo
Oggy trova un cubo di metallo nel suo cortile e decide di portarlo nel suo soggiorno. Sfortunatamente crescerà dopo molto tempo e gli invaderà la vita. I suoi amici lo salveranno.

### Un tipo affascinante
Oggy ha problemi a esprimere i suoi sentimenti per Olivia. A peggiorare le cose, gli scarafaggi vengono a rovinare ogni tentativo di Oggy di impressionare Olivia.

### Volare, che passione!
Quando un elicottero atterra sul cortile di Oggy, il gatto decide di prenderne il controllo per un po'. All'improvviso, Joey si innamora dell'elicottero, pensando che sia un giformica libellula femmina, ma lascia gli altri scarafaggi in confusione ed è più difficile per Oggy controllarlo.

### La guerra dei bottoni
Olivia nota un brufolo sul viso e si rifiuta di lasciare la sua casa.

### La pista di pattinaggio
È una giornata gelida e quando Bob si schianta contro un idrante, il cortile di Oggy si trasforma in una grande pista di pattinaggio. Oggy e Olivia decidono di divertirsi sulla pista andando a pattinare.

### Realtà!
Dopo essere stati fulminati, Oggy e Joey si trasformano in un gatto realistico e in uno scarafaggio realistico. Nessuno li riconosce, nemmeno Jack, specialmente Marky e Dee Dee. Alla fine tutti si scambieranno la sorte.

### Destinazione sole
A seguito di un'esplosione provocata dagli scarafaggi, la casa e tutti gli altri si ritrovano nello spazio e si dirigono dritti verso il sole. Jack, dopo fallimenti a causa di Bob, riesce a riportare Oggy in città, ma la sua astronave, suonando il campanello della casa del burbero cane, finisce per distruggerla e viene arrestato. In prigione, quando Oggy viene a ritrovarlo con delle albicocche, si aggiunge anche Bob che gli vuole far pagare il disastro combinato.

### La maratona di Olivia
Olivia sta partecipando a una maratona e Oggy arriva con una borsa con dentro una bottiglia d'acqua. Tuttavia, gli scarafaggi, come al solito, vengono anche con lui e non fanno nulla di buono e rubano il sacco, provocando un grande inseguimento durante la corsa.
Curiosità:
Durante una maratona, c'era una persona sconosciuta travestito il costume di SpongeBob.

### Il gigante
Marky mangia alcuni semi di albero che lo fanno crescere davvero, davvero grande, trasformandolo in uno scarafaggio gigante che vuole sempre più cibo.

### Un mondo morbido
Oggy riceve un pacco contenente un flacone spray, che spera di poter uccidere gli scarafaggi. Quando però finisce nelle mani degli scarafaggi, lo trasformano in un prodotto che rende tutto molle e molle.

### Oggy campione!
Dopo che Joey ha distrutto la TV di Oggy, Oggy e Jack fanno fare agli scarafaggi gli eventi olimpici.

### Il cuoco
Oggy ottiene un nuovo lavoro come apprendista cuoco in un ristorante chic e moderno, mentre Bob è il suo capo. Tutto va bene finché non arrivano gli scarafaggi e cercano di sabotare il lavoro di Oggy.

### Mister Cat!
Oggy sta partecipando a un concorso di Mister Cat, ma poi entra anche Bob con il suo nuovo gatto domestico. Quando si tratta del primo round, Bob decide di chiedere aiuto agli scarafaggi per risolvere il concorso e assicurarsi che il suo gatto vince.

### L'uovo di Pasqua
Una campana di Pasqua fa cadere accidentalmente un uovo di Pasqua nel cortile di Oggy. Oggy lo trova e decide di usarlo per impressionare Olivia. Anche gli scarafaggi lo vogliono e vogliono mangiarlo.

### Oggy al centro della Terra
Dopo che gli scarafaggi hanno rubato il naso a Oggy, Joey e Oggy cadono al centro della terra. Nel frattempo, Dee Dee e Marky lo raccontano a Olivia e scendono a salvare i loro amici. Episodio ispirato al romanzo Viaggio al centro della Terra.

### La gara di farfalle
Oggy trova una farfalla e le insegna dei trucchi. Geloso, Bob veste Marky come una farfalla e i due gareggiano in una gara. Olivia fa una corsa alle farfalle, il vincitore riceverà un trofeo e miele.

### Oggy in trappola
Oggy acquista un pannello solare e ne vede gli effetti. Poi Oggy impazzisce e usa di tutto, dall'energia solare. Ben presto gli scarafaggi decidono di usarli come arma per inseguire Oggy con calore ardente.

### Mi vedi e non mi vedi!
Oggy si sta preparando una bevanda vegetariana. Ma quando gira la schiena, gli scarafaggi mettono un po' di spazzatura nel frullatore. Quando Oggy lo beve, il sapore è schifoso come lo sporco. E mentre pulisce i piatti, diventa improvvisamente invisibile - un effetto collaterale non intenzionale ma intrigante.
Curiosità:
Quando Olivia fa la doccia e vede Oggy nella vernice blu che lei urla è un chiaro riferimento alla celebre scena della doccia del film Psyco.

### Una brutta giornata
Oggy inizia a grattarsi la testa e presta il suo pettine a Jack che lo presta a Bob ei tre iniziano a grattarsi la testa. Olivia lo vede e cerca di pulirsi i capelli. Quando tutto il resto fallisce, chiamano gli scarafaggi.

### Il nipote di Jack
Jack porta suo nipote a casa di Oggy, chiedendo che Oggy si prenda cura di lui. Ma il nipote di Jack è pigro e vuole mangiare solo fiocchi di cereali per colazione. Peggio ancora, fa anche amicizia con Joey, ed entrambi iniziano a spazzare via il posto.

### Amici di stanza, cercasi!
Oggy si sta davvero annoiando a vivere da solo. Mentre passa l'aspirapolvere nella stanza degli ospiti, improvvisamente ha un'idea: trova un compagno di stanza.

### La gara di vasche da bagno
Quando tutti nel quartiere si annoiano, Olivia decide di fare una gara di vasca da bagno. Oggy, Jack e Bob si iscrivono con le loro vasche da bagno personalizzate mentre gli scarafaggi si uniscono usando il water del protagonista. Ma sarà movimentata.

### L'ispettore Dee Dee
Oggy è tornato a casa sua ed è rimasto scioccato nel constatare che tutto era andato in casa sua, cosa che lo ha sconvolto. Con la polizia inutile (letteralmente), Dee Dee decide di trovare il colpevole.

### Hep. Taxi
Oggy diventa un tassista e gli scarafaggi cercano di sabotare l'attività.

### In-felice campeggio!
Olivia e Oggy partono con il loro camper per una vacanza al mare. Gli scarafaggi vengono per il viaggio e decidono di rovinare le vacanze di Oggy, ovviamente. Inoltre, Bob arriva in carovana vicino a Oggy e Olivia il giorno successivo, rendendo Oggy (e Olivia) molto disturbati dai mobili di Bob.

### Un treno chiamato Delirio
Jack è diventato l'autista di un nuovo tram che attraversa il quartiere. Olivia porta anche alcuni bambini a fare un giro. Gli scarafaggi scivolano nella macchina e si scatena l'inferno. Ancora peggio, Bob viene schiacciato più volte dal tram.

### Controllo tecnico!
Jack apre un garage con pompe di carburante, un montacarichi e tutti i moderni gadget per riparare le auto e lascia che Oggy lavori come meccanico mentre si rilassa. Oggy deve riparare l'auto di Bob mentre gli scarafaggi seminano il caos.

### Contadino per un giorno
Olivia porta Oggy in una vecchia fattoria. Oggy inizia ad avere un'esperienza insolita con gli animali, ma con gli scarafaggi che arrivano come al solito, è solo l'inizio.

### I capelli
Oggy e Jack aprono un salone. Hanno il compito di disegnare i capelli di Bob come vuole. Sfortunatamente, gli scarafaggi sono qui per rovinare il lavoro.

### Piccolo Tom
Oggy sta andando a casa a fare la spesa, ma si perde nel quartiere e ora è confuso nel vedere da che parte andare. Cerca di lasciare una traccia lasciando cadere del cibo, che Dee Dee mangia tutto. Adesso Oggy e Dee Dee si perdono.

### A filo d'acqua
Oggy e Olivia stanno facendo un giro in barca e ci sono anche gli scarafaggi tranne che Oggy li ha cacciati. Bob è l'operatore di ponte che segnala a Oggy di fermarsi, tranne che Oggy è confuso con i segnali di Bob e finisce per urtarlo. Gli scarafaggi cercano di tornare di corsa alla barca mentre Bob finisce sempre per essere urtato dalla corsa di Oggy.

### Oggy l'artista
Oggy sta dipingendo un ritratto del suo albero nel suo cortile, quando gli scarafaggi lo raccolgono e sabotano il dipinto, cosa che un critico, contrariamente a quanto sospetterebbe Oggy gode davvero.

### La pecora a 5 zampe
Oggy trova una pecora a cinque zampe davanti al suo cortile, non sa che è fuori strada. Oggy decide di tenerlo per un po'be anche gli scarafaggi sono venuti per il giro.

### Oggy e il sorriso magico
Oggy acquista un sorriso magico dal negozio di magia. Ogni volta che lo indossa, si trasforma in un uomo muscoloso e duro.
Curiosità:
Questo episodio è una parodia del film The Mask - Da zero a mito.

### Sport d'acqua
Oggy, Jack e Olivia vanno in un parco acquatico per la giornata. Gli scarafaggi provocano il caos, prima armeggiando con la macchina per la produzione di onde e portandola al massimo, quindi cambiando il corso di uno scivolo acquatico.

### Caviale per tutti
Oggy decide di comprare del caviale per fare colpo su Olivia. Purtroppo ha solo abbastanza soldi per comprare un piccolo uovo di pesce. Marky cerca anche di ottenere l'uovo per rendere orgogliosi i suoi fratelli.

### Il boom
Oggy decide di organizzare una festa privata solo per Olivia per cercare di sedurla. Tuttavia, tutto va oltre le sue aspettative quando Jack e Bob si uniscono. Il sospetto di Oggy è che ci siano gli scarafaggi dietro a tutto questo.
Curiosità:
Quando Oggy si arrabbia, si trasforma in Hulk.

### Nessuna paura
È Halloween. Mentre Oggy è impegnato a scolpire una zucca da mettere in vetrina, Jack sta provando i suoi costumi più orribili. Quel che è peggio, un mostro di palude arriva per errore nella casa di Oggy e si perde, e mangia persino Joey e Dee Dee.
Curiosità:
Oggy chiede al ragno per preparare decorazioni di Halloween con le ragnatele e indossa la tuta dell'Uomo Ragno, ma la tuta è un colore arancione.

### Febbre da skate
Oggy trova uno skateboard per strada. Dopo un inizio disastroso, inizia a prendere la mano e ad apprezzarlo davvero. Costruisce persino uno skate park a casa utilizzando alcune parti della sua casa.

### Panico al Polo Nord
Quest'anno il Natale sarebbe stato il migliore della vita se non fosse stato rovinato dagli scarafaggi.

### Nei tuoi sogni
Oggy sta facendo un sogno in cui pensa ai numeri della lotteria. Ma ogni volta che prova a pensare a loro continua a distrarsi.

### Lady K
Oggy è invitato per un tè con Olivia. Nel frattempo, gli scarafaggi incontrano la loro ragazza Lady K e iniziano una nuova relazione. Ma iniziano a litigare per il suo amore.

### Il dodo
Oggy incontra un uccello dodo apparentemente estinto e decide di portarlo a casa, quando in seguito Dee Dee vuole mangiarlo.

### Menù al vapore
Quando Oggy, Jack e Bob si rendono conto che stanno ingrassando così tanto, decidono di perdere peso con un bagno turco. Naturalmente, gli scarafaggi sono anche lì per fare il caos mentre il trio si rilassa.

### Panico al picnic
Oggy, Jack e Olivia sono a un picnic, ma sfortunatamente il loro picnic si è rovinato quando gli scarafaggi, anche le formiche, stanno cercando di rubare il loro cibo.

### Si spengono le luci!
Oggy, Jack, Bob e Olivia stanno giocando a carte, quando improvvisamente Joey spegne accidentalmente le luci e i suoi amici iniziano a razziare il frigorifero.

### Il wrestling
Jack addestra Oggy a lottare anche se Oggy non è interessato e firma il contratto da Bob. Anche Dee Dee ha aderito.

### Il teletrasporto
Oggy ordina una macchina di teletrasporto che usa per andare in qualsiasi posto più velocemente teletrasportandosi in una posizione. Gli scarafaggi tentano di razziare il frigorifero usando la macchina, ma in seguito Dee Dee e Marky sono intrappolati all'interno. Quando Jack arriva, inizia a giocare con la macchina, finché non rimane bloccato con Bob.

### Oggy e l'uomo della farina
Oggy sta per fare una delizia di pasticceria finché Dee Dee gli ruba la farina e Oggy la insegue. Dopo di che, la farina diventa un uomo della farina e Oggy fa amicizia con lui, mentre Dee Dee e i suoi amici stanno cercando di ottenere la farina dall'uomo della farina, ma non sarà facile perché possono attraversarla facilmente invece di toccarla, e facilmente spazzato via.

### La cucaracha
Uno scarafaggio messicano viene a far visita agli scarafaggi finché Joey non è diventato geloso quando Lady K si è innamorata della cucaracha. Con l'aiuto dei suoi amici, Dee Dee e Marky, dimostrandosi inutile, Joey decide di lasciare che Oggy si sbarazzi della cucaracha e ci riesce, ma purtroppo non ha conquistato il cuore di Lady K.

### L'abominevole insetto delle nevi
Una forte tempesta di neve copre l'intera area e l'intero luogo è presto sotto un pesante mucchio di neve. Gli scarafaggi stanno facendo uno scarafaggio e vogliono mangiare, ma Dee Dee ha già mangiato tutto il cibo nel frigorifero. Quindi, quando vedono Oggy che trasporta del cibo, decidono di travestirsi da scarafaggio delle nevi e lasciano che Oggy dia loro del cibo.

### Un incubo
Bob ha sostituito la sua casa con un hotel a molti piani. Il problema per Oggy è che l'hotel è così alto che impedisce alla luce del sole di illuminarlo e crea facilmente disordine nel cortile di Oggy. Così Oggy chiede aiuto agli scarafaggi per distruggere l'hotel di Bob in modo che possa rilassarsi al sole.

### La bicicletta pazza!
Una grande corsa ciclistica attraverserà il quartiere. Jack ha in programma di ottenere denaro dagli spettatori realizzando un barbecue, solo per essere distratto da ciò che Bob ha in programma di fare. Nel frattempo, Marky vuole incontrare Eddy, un ciclista, e vuole farsi una foto da lui.

### Oggy e la sirena
Jack si sta rilassando sulla barca mentre Oggy si immerge, non riuscendo a fotografare la vita marina. All'improvviso, incontra una sirena e uno squalo. Joey è interessato alla sirena, quindi decide di rapirla per il suo piano per arricchirsi velocemente mentre i suoi amici stanno cercando di distrarre lo squalo. Tuttavia, il piano di Joey è andato troppo oltre, quindi Marky e Dee Dee devono chiedere aiuto allo squalo e Oggy per sventare il piano di Joey.

### Ritorno al passato!
Quando gli scarafaggi distruggono accidentalmente il cappello di una strega, danno la colpa a Oggy, Jack e Bob e la strega li trasforma in bambini piccoli. Quando Olivia ha difficoltà a occuparsi dei piccoli, costringe Joey ad andare dove si trova la strega e confessare in modo da trasformare Oggy, Jack e Bob di nuovo in adulti. Alla fine, la strega trasforma Joey, Dee Dee e Marky in bambini piccoli. Oggy, Jack e Bob poi li portano a scuola.

### Olivia vs Lady K
Lady K si sta divertendo moltissimo fino a quando Olivia la bagna con il suo annaffiatoio, il che le fa decidere di sbarazzarsi di Olivia facendo una mela avvelenata per addormentarla, come in film Disney Biancaneve e i sette nani. Ma quando Dee Dee e Marky sono stufi di essere schiavi di Lady K e Joey, decidono di chiamare Oggy per chiedere aiuto per svegliare Olivia e distruggere i piani di Lady K.

### Da Mumbai con amore!
Oggy, Jack e Olivia stanno andando in India per vedere il torneo di cricket mentre gli scarafaggi vanno lì per incontrarsi con una donna indiana. Joey è andata lì solo per rubare il suo prezioso diamante. Le cose peggiorano ancora quando gli scarafaggi rubano i biglietti del gatto per la partita di cricket, così i gatti decidono di chiedere aiuto ai loro fan per trovarli e riportare indietro i biglietti.

### Una consegna speciale
Oggy e Jack trovano lavoro come fattorini e devono consegnare una scatola di bastoni per i giochi olimpici, due pony per una festa di compleanno e un vaso per un ristorante cinese. Tuttavia, gli scarafaggi sono determinati a rovinare le loro consegne.

### Il supermercato
Quando Oggy e Olivia vanno ad un appuntamento, Lady K ha in programma di fare irruzione al supermercato per prendere del cibo insieme agli scarafaggi.

### Oggy si sposa!
A Venezia, in Italia, Oggy ha intenzione di fare una proposta a Olivia, ma gli scarafaggi decidono di rubare l'anello nuziale di Oggy per Lady K.